# Hough Skerries
Hough Skerries är en grupp skär i Storbritannien.   De ligger nordväst om ön Tiree i kommunen Argyll and Bute och riksdelen Skottland, i den nordvästra delen av landet, 700 km nordväst om huvudstaden London.